# 康斯坦丁諾斯·查爾基亞斯
康斯坦丁諾斯·查爾基亞斯（希臘語：Κωνσταντίνος "Κώστας" Χαλκιάς，羅馬化：Konstantinos "Kostas" Chalkias，1974年5月30日—）是一位希臘足球運動員。在場上司職守門員。他也代表希臘國家足球隊參加賽事。